# Lobbes
Lobbes (valonă Lôbe) este o comună francofonă din regiunea Valonia din Belgia. Comuna Lobbes este formată din localitățile Lobbes, Bienne-lez-Happart, Mont-Sainte-Geneviève și Sars-la-Buissière. Suprafața sa totală este de 32,08 km². La 1 ianuarie 2008 avea o populație totală de 5.585 locuitori. 

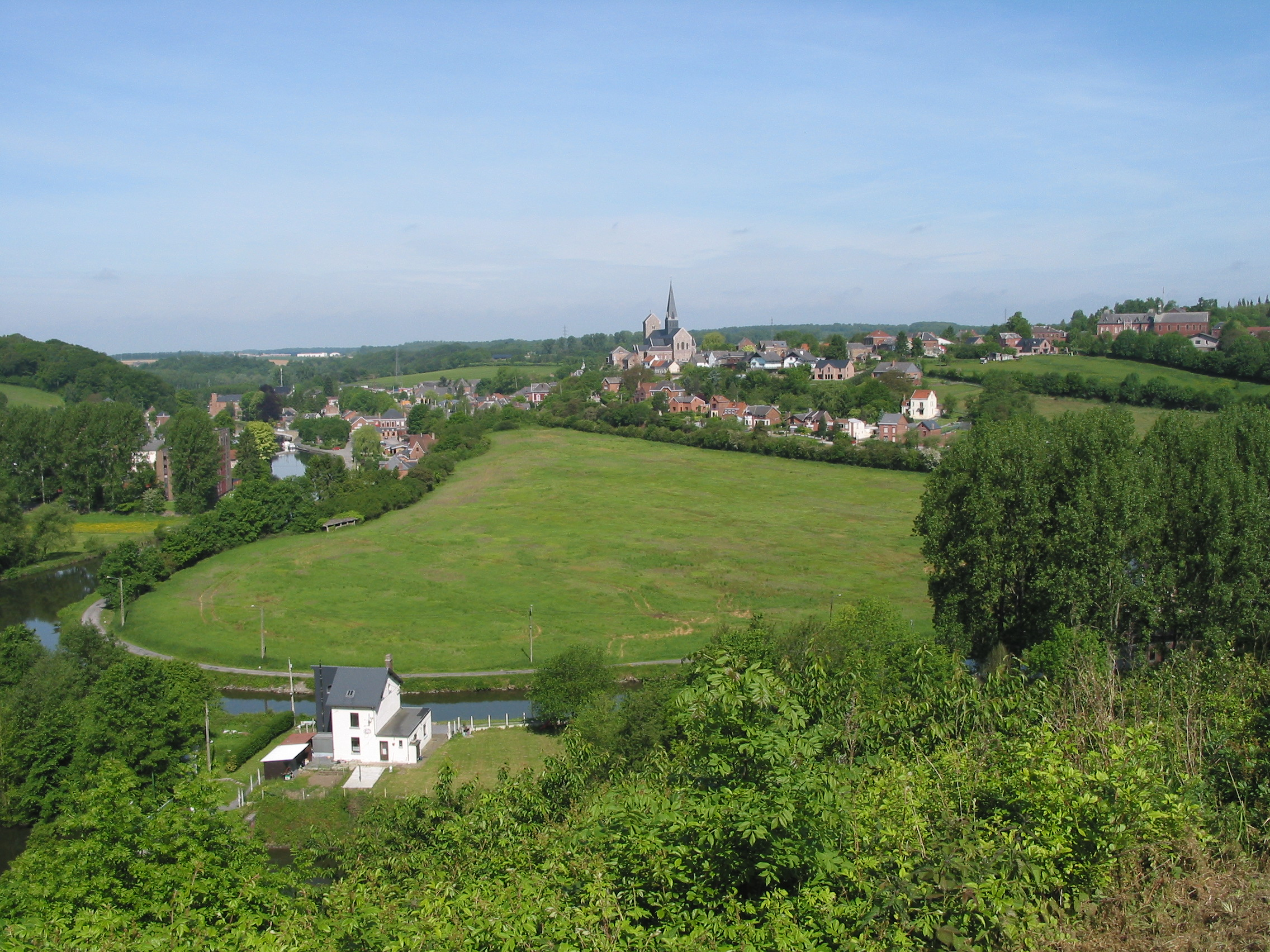

Comuna Lobbes se învecinează cu comunele Anderlues, Binche, Fontaine-l'Evêque, Merbes-le-Château și Thuin.